# Scincella modesta
Espèce
Synonymes
- Eumeces modestus Günther, 1864
- Leiolopisma modestum (Günther, 1864)
- Leiolopisma septentrionalis Schmidt, 1925
- Scincella septentrionalis (Schmidt, 1925)

Scincella modesta est une espèce de sauriens de la famille des Scincidae.

## Répartition
Cette espèce est endémique du Centre et de l'Est de la République populaire de Chine.

## Liste des sous-espèces
Selon The Reptile Database (4 décembre 2012) :
- Scincella modesta modesta (Günther, 1864)
- Scincella modesta septentrionalis (Schmidt, 1925)

## Publications originales
- Günther, 1864 : The reptiles of British India, London, Taylor & Francis, p. 1-452 (texte intégral).
- Schmidt, 1925 : New reptiles and a new salamander from China. American Museum Novitates, no 157, p. 1-5 (texte intégral).